# Patnos
Patnos – miasto w Turcji w prowincji Ağrı.
Według danych na rok 2000 miasto zamieszkiwało 71 829 osób.